# Contea di Martin (Florida)
La contea di Martin (in inglese Martin County) è una contea della Florida, negli Stati Uniti. Il suo capoluogo amministrativo è Stuart.

## Geografia fisica
La contea ha un'area di 1950 km² di cui il 26,19% è coperta d'acqua. Confina con:
- Contea di St. Lucie - nord
- Contea di Palm Beach - sud
- Contea di Hendry - sud-ovest (non confinante)
- Contea di Glades - sud-ovest
- Contea di Okeechobee - ovest

## Storia
La contea fu creata nel 1925 e prende il nome da John W. Martin, governatore della Florida dal 1925 al 1929.

## Città principali
- Stuart
- Jupiter Island
- Ocean Breeze
- Sewall's Point

## Politica
| Anno | Repubblicani | Democratici | Altri |
| ---- | ------------ | ----------- | ----- |
| 2004 | 57,1%        | 41,7%       | 1,2%  |
| 2000 | 54,8%        | 42,9%       | 2,3%  |
| 1996 | 52,2%        | 38,2%       | 9,7%  |
| 1992 | 46,6%        | 27,8%       | 25,6% |
| 1988 | 72,6%        | 26,7%       | 0,7%  |